# Heinrich Randad
Heinrich Randad (17 janvier 1855 - 10 avril 1938 à Hambourg) a été un marchand et consul du Reich allemand. Dans les années 1880, il est le principal représentant de la société commerciale hambourgeoise Wölber & Brohm à Klein-Popo. 

## Biographie

### Origines et vie privée
Heinrich Randad nait le 17 janvier 1855 à Hambourg en Allemagne et meurt le 10 avril 1938 à l'âge de 83 ans dans la même ville. Il eut avec son épouse Caroline Magdalene sept enfants dont Ilse Thouret, qui devint pilote automobile.

### Parcours missionnaire
Marchant allemand, il est nommé par le commissaire du Reich Gustav Nachtigal consul provisoire du protectorat allemand sur la côte togolaise le 6 juillet 1884 où il conclut  un protectorat avec le chef canton Mensah d' Agbodrafo. Le 26 juin 1885, le gouvernement allemand le remplace Ernst Falkenthal au Togo en tant qu' administrateur du protectorat.